# 新塞利拉克
新塞利拉克（西班牙語：Nuevo Celilac），是洪都拉斯的城鎮，位於該國西北部，由聖巴巴拉省負責管轄，始建於1888年12月29日，面積165.20平方公里，海拔高度578米，2001年人口6,475，人口密度每平方公里39.19人。
14°59′N 88°20′W / 14.983°N 88.333°W